# Edling (Moselle)
Pour les articles homonymes, voir Edling.
Edling (également orthographié Édling) est une ancienne commune de la Moselle en région Grand Est qui fut rattaché à Anzeling en 1811.

## Toponymie
- Edelingen (1184)[1], Edelingin (1184-1186), Edelingen (1594), Edlingen (XVIIe siècle), Œdlingen (1617), Odling (1756), Edeling ou Œdeling (1779)[2], Edling (1793), Edlingen (1871), Edling-les-Anzeling (?).
- OEdlingen en allemand[2]. Eedléngen et Eedléng en francique lorrain.
- Le nom de famille Edlinger désignait autrefois les habitants de ce village et en est typique.

### Sobriquet
Die Mocken (Kröten) = les crapauds

## Histoire
Edling dépendait de l’ancienne province de Lorraine. Domaine de l’abbaye de Freistroff, fief des familles de Vy, Roucel, Baudoche et Varsberg. Les habitants d’Edling finirent par avoir leur chapelle en 1764 qu’ils dédièrent à saint Wendelin.

## Démographie
| 1793 | 1800 | 1806 | 1900 |
| ---- | ---- | ---- | ---- |
| -    | 117  | 124  | 110  |